# Autorretrato aos 34 anos
Autorretrato aos 34 anos é um autorretrato de Rembrandt, datado de 1640 e atualmente na National Gallery em Londres. A pintura é um dos muitos autorretratos de Rembrandt, tanto na pintura quanto na gravura, que mostra o artista em um traje extravagante do século anterior. Neste caso, influências específicas na pose foram reconhecidas há muito tempo a partir do Retrato de Baldassare Castiglione de Rafael (agora no Louvre) e de Um Homem com uma Manga Acolchoada de Ticiano.
Ele havia experimentado uma pose semelhante em uma gravura de 1639, parecendo um pouco mais raquítico.
O artista se retratou no auge de sua carreira, ricamente vestido e autosseguro e é mais de um dos 40 autorretratos pintados por Rembrandt.

## Ligações Externas
- Complete Rembrandt Catalogue: Self Portraits (em inglês)